# Colonização
Se procura a fase inicial de uma sucessão ecológica, veja Colonização (ecologia).

Impérios coloniais do ocidente, de 1492 até 2008.

Ao longo da história, a formação de colónias foi a forma como a espécie humana se espalhou pelo mundo. 
Na pré-história, a colonização de territórios não era geralmente acompanhada pelo uso da força, a não ser para lutar contra eventuais animais que os ocupassem.
Em tempos mais recentes, no entanto, o crescimento populacional e económico em vários países da Europa e da Ásia (os Mongóis e os japoneses) levou a um novo tipo de colonização, que passou a ter o carácter de dominação (e, por vezes, extermínio) de povos que ocupavam territórios longínquos e dos seus recursos naturais, criando grandes impérios coloniais. Um dos aspectos mais importantes desta colonização foi a escravatura, com a "exportação" de uma grande parte da população africana para as Américas, com consequências nefastas, tanto para o Continente Negro, como para os descendentes dos escravos, que perduram até hoje.
No século XIII, os reis mongóis sucessores de Genghis Khan construíram o maior império colonial de sempre, abrangendo quase toda a Ásia e parte do leste europeu. Nos finais do século XIX, os japoneses começaram a expandir-se e, na altura da Segunda Guerra Mundial, dominavam a Coreia, grande parte da China, a Indochina, as Filipinas e a então colónia das Índias Orientais Holandesas (atual Indonésia).
O colonialismo europeu foi o que abrangeu a maior parte do mundo, fora daquele continente, tendo sido ocupadas completamente as Américas e a Austrália até ao século XVII e a maior parte de África até ao início do século XIX. Em 1885, as diferentes regiões – actuais países - de África foi distribuída pelas potências coloniais europeias, na Conferência de Berlim.

## Ecologia da colonização humana
Muitas espécies de plantas úteis são trazidas pelos colonizadores para serem cultivadas nas frentes de colonização. Quando os sítios são abandonados ou quando os colonizadores morrem, gerando as taperas, as plantas podem sobreviver por longo tempo, ocasionando frequentemente invasões vegetais nos ecossistemas no entorno. O estudo dessas plantas pelos ecólogos pode informar aos arqueólogos e historiadores as origens prováveis das infestações, possibilitando o encontro dos sítios arqueológicos. Dessa forma a Etnobotânica e a Ecologia são ferramentas auxiliares da Arqueologia e da História. 
Ondas de colonização em frentes com alta densidade de colonizadores podem ter tido grande sucesso ao explorar, como nas América, ecossistemas muito favoráveis a eles, habitados por manadas de mamíferos de grande porte até então desconhecidos, possibilitando caça abundante e segurança alimentar.

## Colonização alemã

### Em África
- Colonização alemã de África

A Alemanha só passou a administrar colônias na África (o Tanganyika e o Sudoeste Africano, actual Namíbia) a seguir à Conferência de Berlim e perdeu-as com a sua derrota na Primeira Guerra Mundial.

### Nas Américas

#### No Brasil
- Colonização alemã no Brasil
- Colonização alemã no Paraná
- Colonização alemã no Rio Grande do Sul
- Colonização alemã em Santa Catarina

## Colonização britânica
Os ingleses lançaram-se à conquista do mundo durante o reinado de Henrique VII (1485–1509), que promoveu a indústria naval, como forma de expandir o comércio para além das Ilhas Britânicas. Mas as primeiras colónias britânicas só foram fundadas durante o reinado de Isabel I, quando Sir Francis Drake circunavegou o globo nos anos 1577 a 1580 (Fernão de Magalhães já a tinha realizado em 1522). Em 1579, Drake chegou à Califórnia e proclamou aquela região "colónia da Coroa", chamando-lhe "Nova Albion" ("Nova Inglaterra"), mas não promoveu a sua ocupação. Humphrey Gilbert chegou à Terra Nova em 1583 e declarou-a colónia inglesa, enquanto Sir Walter Raleigh organizou a colónia da Virginia em 1587, mas ambas estas colónias tiveram pouco tempo de vida e tiveram de ser abandonadas, por falta de comida e encontros hostis com as tribos indígenas do continente Americano. 
Foi apenas no século seguinte, durante o reinado de Jaime I da Inglaterra, depois da derrota da Armada Invencível de Espanha, que foi assinado o Tratado de Londres, permitindo o estabelecimento da colónia da Virginia em 1607. Durante os três séculos seguintes, os ingleses expandiram o seu império a praticamente todo o mundo, incluindo grande parte de África, quase toda a América do Norte, a Índia e regiões vizinhas e várias ilhas ao redor do mundo.
Assim, em 1670 já existiam colónias inglesas estáveis na América do Norte (Nova Inglaterra, Virgínia, Carolina) e em Antígua, Barbados, Belize e Jamaica, bem como uma penetração comercial na Índia desde 1600, graças à Companhia das Índias Orientais.
A partir de 1660, organiza em África, entrepostos de captação de escravos para as plantações americanas, apossando-se, no século seguinte, em 1787, de inúmeros territórios entre o Rio Gâmbia (encravado no Senegal francês) e a Nigéria, abarcando a famosa Costa do Ouro, o actual Gana. O século XVIII é deste modo, o período de afirmação e maturação do projecto colonial britânico.
O seu único revés neste período foi a independência dos Estados Unidos, em 1776. Posteriormente houve o início da colonização da Austrália em 1783 e mais tarde da Nova Zelândia a partir de 1840.
A sua armada mantém-se superior às demais com a Batalha de Trafalgar em 1805], impondo uma vez mais uma pesada derrota a um adversário. O domínio de novas colónias é constante nesta altura - Malaca, desde 1795, Ceilão, Trindade e Tobago, em 1802, Malta, Santa Lúcia e Maurícia, em 1815, depois da derrota napoleónica e do seu bloqueio continental.
Singapura é fundada por Thomas Raffles em 1819. No Canadá regista-se o avanço para oeste, abrindo novas frentes de colonização, o mesmo sucedendo na Índia, com a exploração do interior do Decão e de Assam, Bengala e outras regiões.
O século XIX marca o auge do Império Colonial Britânico, cuja expansão económica e humana é favorecida pelo desenvolvimento do capitalismo financeiro e industrial, bem como pela pressão demográfica elevada.
Por outro lado, marca uma nova administração e gestão da realidade colonial. Exemplo disso é o governo directo da Coroa na Índia. Aí, porém, despoletará a primeira grande revolta contra o domínio colonial britânico: a Revolta dos Sipais, em 1858, que ditará o fim da Companhia das Índias Orientais.
Em 1877, a rainha Vitória - num gesto de coesão face às autonomias ou aspirações mais radicais - proclama-se imperatriz da Índia, que compreendia um extenso território entre a fronteira irano-paquistanesa e a Birmânia e entre o Oceano Índico e o Tibete. Na China, estabelece-se em Xangai. Na África, alimenta-se cada vez mais o sonho de construir um império inglês entre o Cairo, no Egipto, e a Cidade do Cabo, na África do Sul, o que é conseguido depois da Conferência de Berlim (1884-1885), que legitima a anexação de todos os territórios ao longo desse corredor africano (Egipto, Sudão, Quénia, Tanzânia, Uganda, Rodésia, Transvaal e a Província do Cabo). Aqui, entre 1899 e 1902, se travará a primeira guerra do império, contra os bóers (descendentes de colonos holandeses estabelecidos desde o século XVII na África do
Sul), que se tornarão autónomos em 1910 (União Sul-Africana).
Este conflito demonstra o desaparecimento gradual dos últimos obstáculos para a plena soberania das colónias desde o começo da segunda metade do século XIX. Nesse período, é dada autonomia às colónias de maioria de população europeia, como o Canadá, a Austrália, a Nova Zelândia e as regiões da África do Sul (Cabo, Orange, Natal e Transvaal), que ganham um estatuto de "domínios" (soberania quase total, mas leais à Coroa britânica), respectivamente, em 1867, 1901, 1907 e 1910. Aliás, já só dependiam da metrópole, até essa data, para assuntos externos e de defesa.
Estes domínios participarão ao lado da Inglaterra na Primeira Guerra Mundial, o que origina uma nova organização do império, cada vez mais diminuto devido à independência daqueles domínios de população maioritariamente europeia, embora associados à Inglaterra através da Commonwealth (Estatuto de Westminster, 1931). Irlanda, Canadá e África do Sul aceitam o Estatuto nessa data, fazendo-o mais tarde a Austrália, em 1942, e a Nova Zelândia, em 1947, perdendo assim o vínculo ao Reino Unido, apesar de reconhecerem a soberania simbólica da Coroa britânica.
No resto do império - que o Egipto é a primeira colónia não branca a abandonar -, de população basicamente autóctone, novas fórmulas de associação política e económica são adoptadas: na Índia, por exemplo, tenta-se aproximar a população da administração, embora com custos elevados. De facto, após a Segunda Guerra Mundial e com o despertar dos nacionalismos, Índia e Paquistão tornam-se independentes e a Irlanda passa a república.
As décadas seguintes serão o cenário histórico da desagregação do império, nomeadamente em África. Actualmente, depois da devolução de Hong Kong, em 1997, à China, o Império Colonial Britânico resume-se a Gibraltar, à Ilha de Man e às ilhas do Canal da Mancha, na Europa, o Território Britânico do Oceano Índico, Pitcairn e dependências no Pacífico, Ilhas Malvinas, Anguilla, Bermudas, Geórgia do Sul, as Ilhas Caimão, Turks e Caicos, Montserrat, Ilhas Virgens Britânicas e Santa Helena (território) e dependências (Tristão da Cunha e Ascensão) no Atlântico..

## Colonização espanhola
Os espanhóis começaram as suas explorações pelo ocidente, com a descoberta das "Índias ocidentais" por Cristóvão Colombo. Em 1492, iniciaram imediatamente a colonização forçada do continente americano. Em meados do século XVI,a dengue tomou conta do país que foi obrigado a pedir ao Império Espanhol que controlava quase toda a zona costeira das Américas, desde o Alasca à Patagónia, no ocidente, e desde o atual estado norte-americano da Geórgia, toda a América Central e o Caribe até a Argentina – com excepção do Brasil, que Portugal tinha conseguido manter graças à mediação do Papa (ver Tratado de Tordesilhas). Na África, a Espanha ocupou as Ilhas Canárias (cedidas por Portugal, em 1479), o Saara Ocidental (e partes de Marrocos) e a actual Guiné Equatorial. Na Ásia, a Espanha dominou as Filipinas e, na Oceania, as Ilhas Marianas e Carolinas..

## Colonização francesa
A França demorou a conquistar terras devido a problemas internos, referentes a centralização política. As primeiras tentativas dos franceses para estabelecerem colónias no Brasil, em 1555, e na Florida, em 1564 (em Fort Caroline, actualmente Jacksonville, na Flórida), realizada por huguenotes, não tiveram sucesso, devido à vigilância dos portugueses e espanhóis. A tentativa seguinte foi em 1598, em Sable Island, no sueste da actual província da Nova Escócia do Canadá; esta colónia não teve abastecimentos e os 12 sobreviventes tiveram de voltar a França. A história do império colonial francês começou em 27 de Julho de 1605 com a fundação em Port Royal, actualmente Annapolis (igualmente na Nova Escócia), da colónia da Acadie. Em 1608, Samuel de Champlain funda Quebec, que passa a ser a capital da enorme, mas pouco povoada, colónia de Nova França (também chamada "Canada"), que tinha como objetivo o comércio de peles.
À medida que os franceses expandiam o seu império na América do Norte, também começaram a construir outro, menor, mas mais lucrativo, nas "Índias Ocidentais" (as Caraíbas). A ocupação da costa sul-americana começou em 1624 onde é hoje a Guiana Francesa e fundou uma colónia em Saint Kitts em 1627 (a ilha teve que ser partilhada com os ingleses até ao Tratado de Utrecht em 1713, quando a França o perdeu). A "Compagnie des Îles de l'Amérique", formada em 1664, estabeleceu as colónias de Guadeloupe e Martinica em 1635 e em Santa Lúcia em 1650. As plantações destas colónias foram mantidas por escravos trazidos de África. A resistência dos povos indígenas locais resultou na Expulsão dos Caribes em 1660. A mais importante possessão colonial francesa nas Caraíbas só foi conseguida em 1664, com a fundação da colónia de "Saint-Domingue" (o actual Haiti) na metade ocidental da ilha Hispaniola (enquanto os espanhóis dominavam a parte oriental). No século XVIII, Saint-Domingue tornou-se a mais rica colónia de plantações de cana-de-açúcar das Caraíbas. A parte oriental da ilha Hispaniola foi oferecida à França pela Espanha, depois da perda de Saint-Domingue com a Revolução Haitiana.
Em 1699, as possessões francesas na América do Norte expandiram-se ainda mais com a fundação da Louisiana perto do delta do Rio Mississippi; embora a França tivesse declarado soberania de toda a bacia do Mississippi, só tinha controlo efectivo na região costeira, perto das cidades de Mobile (Alabama) e New Orleans (fundada em 1718). Mais tarde, os Estados Unidos compraram a colónia francesa.
Na África, foi no Senegal que os franceses primeiro estabeleceram entrepostos em 1624, tendo-se depois expandido para o interior e para sul, formando, em 1880, a colónia do Sudão francês (actual Mali) e, nos anos que se seguiram ocupando a grande parte do Norte de África e da África ocidental e central. A França formou ainda colónias na Índia (Chandernagore em Bengala e Pondicherry no sueste, em 1673-1674) e, mais tarde, Yanam (1723), Mahe (1725) e Karikal (1739). No Oceano Índico, a França implantou-se na "Île de Bourbon" (actual Reunião), em 1664, "Île Royale" (Maurícia, em 1718) e Seychelles (1756). Durante os primeiros anos do reinado de Napoleão, o Egipto esteve também sob domínio francês por um curto período, mas apenas à volta do rio Nilo.

## Colonização holandesa
Finalmente, os neerlandeses formaram, em 1602 a Companhia Neerlandesa das Índias Orientais (com o nome formal de Companhia Unida das Índias Orientais, ou "Vereenigde Oost-Indische Compagnie", em neerlandês, com a sigla VOC) - dois anos depois da formação da Companhia Inglesa das Índias Orientais – com o objectivo de tentar excluir os competidores europeus daquela importante rota comercial. Em 1605 mercadores neerlandeses armados capturaram o forte português de Amboyna (ou Ambon), nas Ilhas Molucas, em 1619, invadiram Jayakarta, que renomearam Batavia (o nome latino dos Países Baixos) e transformaram em sua capital e, em 1682, tomaram Bantam, que era o último porto importante ainda em mãos dos nativos. A partir dessa altura, a colónia das "Índias Orientais Neerlandesas" (actual Indonésia) passou a ser administrada pela VOC, até à sua liquidação em 1799 – pois já se tinha tornado mais poderosa que o próprio reino. Concentrando o seu monopólio nas especiarias, os neerlandeses encorajaram a monocultura: Amboyna para o cravinho, Timor para o sândalo e as Bandas para a noz moscada.
Em 1609, o explorador inglês Henry Hudson, ao serviço da VOC, tentou uma passagem para as "Índias" pelo noroeste e acabou descobrindo regiões da América do Norte, dando o seu nome ao Rio Hudson e à Baía de Hudson e proclamando as terras circundantes propriedade da VOC. Depois de algumas expedições, a primeira colónia foi fundada em 1615: Fort Nassau, em Castle Island, perto da actual cidade de Albany, capital do estado de Nova Iorque.
Em 1621, foi formada uma nova companhia para estabelecer um monopólio comercial neerlandês nas Américas e África ocidental, a Companhia Neerlandesa das Índias Ocidentais (Westindische Compagnie or WIC), que pediu o reconhecimento da sua colónia de Novos Países Baixos como uma nova província, o que foi concedido em 1623 (nessa época, os Países Baixos tinham a designação de "República das Sete Províncias Unidas"). Em 1626, a WIC "comprou" a ilha de Manhattan aos índios e começou a construção do forte de Nova Amsterdão. No mesmo ano foi construído o Forte Nassau onde é hoje Gloucester, no estado de Nova Jersey e, mais tarde, outros entrepostos em Delaware e Filadélfia. Em 1655, os neerlandeses capturaram as colónias suecas de Nova Suécia e Forte Cristina. Entretanto, em África, os neerlandeses construiram outro Forte Nassau no actual Gana (nessa época, o país era governado pela Casa de Orange-Nassau).
Em 1664, tropas inglesas sob comando do Duque de York (que se tornou Jaime II de Inglaterra) atacaram os Novos Países Baixos e mudaram o nome de Nova Amsterdão para Nova Iorque. Este incidente levou à Segunda Guerra Anglo-Neerlandesa (1665-1667), que terminou com o Tratado de Breda, no qual os neerlandeses desistiam de Nova Amsterdão, em troca do Suriname. Entre 1673 e 1674, estes territórios foram novamente capturados pelos neerlandeses durante a Terceira Guerra Anglo-Neerlandesa e foram devolvidos à Inglaterra através do Tratado de Westminster.
Mais a sul, em plena rota das "Índias", Jan van Riebeeck, da Companhia Neerlandesa das Indias Orientais, fundou a Cidade do Cabo em 6 de Abril de 1652, no extremo sul da África. Durante os séculos XVII e XVIII, a Colónia Neerlandesa do Cabo viu chegar e instalarem-se calvinistas, principalmente dos Países Baixos, mas também da Alemanha, França, Escócia e doutros lugares da Europa. Estes calvinistas não conseguiram "disciplinar" os khoisan para as suas actividades agrícolas e quase os exterminaram nas guerras conhecidas como "Guerras do Desconhecido" ("Cape Frontier Wars"). Então, começaram a importar escravos da Indonésia, de Madagáscar e da Índia. Os descendentes destes escravos e dos colonos, passaram a ser mais tarde conhecidos como "Mulatos do Cabo" ("Cape Coloureds" ou "Cape Malays"), chegando a constituir cerca de 50 % da população da Província do Cabo Ocidental.
Nas Antilhas, a colonização neerlandesa começou em Sint Maarten, em 1620 (embora esta ilha tenha mudado de mãos pelo menos 16 vezes até 1816, quando foi permanentemente dividida entre a França e os Países Baixos). Seguiram-se Bonaire, em 1633, Curaçao, em 1634, Sint Eustatius, em 1635, Aruba, em 1636 e Saba, em 1640. Actualmente, estas ilhas formam as Antilhas Neerlandesas, que são ainda parte do Reino dos Países Baixos, embora autónomas.

## Colonização portuguesa
Pode dizer-se que a colonização recente do mundo iniciou-se com os descobrimentos e com a exploração das Ilhas Canárias pelos portugueses, no princípio do século XIV; a primeira ocupação violenta foi a conquista de Ceuta, também pelos portugueses, em 1415. Os navegadores continuaram a explorar a costa de África para sul e depois ao longo do Oceano Índico, chegando finalmente ao seu "destino", a Índia, onde ocuparam Goa, em 1510. Em 1511, Afonso de Albuquerque invadiu Malaca (sultanato na Malásia), estabelecendo aí o domínio português. Finalmente, chegaram à China, onde fundam a colónia de Macau, em 1557.
Entretanto, Pedro Álvares Cabral, ainda com a intenção de chegar à Índia, "descobre" o Brasil, em 1500; a partir de 1534 inicia-se a colonização do Brasil com a criação das primeiras capitanias. Em março de 1549, chegou à Bahia o primeiro governador-geral do Brasil, Tomé de Sousa.
Ao longo destes cerca de dois séculos e meio, Portugal não estabeleceu verdadeiras colónias, limitando-se a construir entrepostos (que por vezes eram fortificados) para servirem de abastecimento aos navegadores que, nessa altura eram mais comerciantes que verdadeiros colonizadores. No entanto, quando encontravam resistência dos habitantes locais, atacavam e, por exemplo, em 1505 destruíram Kilwa Kisiwani (na actual Tanzânia).
No dia 25 de Abril de 2023, em comemoração do 49º aniversário da Revolução de 25 de Abril, o então atual Presidente Marcelo Rebelo, fez um pedido formal de desculpas pela colonização, utilizando as seguinte palavras: 
| “ | Não é apenas pedir desculpa - devida, sem dúvida - por aquilo que fizemos, porque pedir desculpa é às vezes o que há de mais fácil, pede-se desculpa, vira-se as costas, e está cumprida a função. Não, é o assumir a responsabilidade para o futuro daquilo que de bom e de mau fizemos no passado. | ” |
|   | — Marcelo Rebelo de Sousa. |   |

Nesse mesmo dia o evento contou com a presença do Luiz Inácio Lula da Silva o então Chefe de estado de um território que foi colonizado e explorado por Portugal, Brasil.

## Colonização russa
Os russos foram os últimos europeus a colonizarem as Américas. Na busca de expandir seu grandioso império, muitas expedições foram feitas na segunda metade do século XVIII na busca de uma passagem entre o Oceano Atlântico e o Oceano Pacífico. Descobriram o Alasca e as Ilhas Aleutas que rapidamente foram colonizadas. O Alasca era rico em madeira e peles de animais selvagens, tornando o Império Russo líder nestes mercados.
Por causa do intenso frio e da escassez de comida da região, colonos russos imigraram para o sul instalando-se na colônia de Fort Ross, no Noroeste dos Estados Unidos. A região era mais fresca além de ter um solo fértil e clima mediterrânico.
A colônia extinguiu-se em 1840. O povoamento do Alasca era cara demais para ser mantida pelo Império Russo. Por esse motivo, a Rússia vendeu a região aos Estados Unidos por 7,2 milhões de dólares.

## A descolonização
A exploração desenfreada dos recursos dos territórios ocupados – incluindo a sua população, transformada em escravos que espalharam pelo resto do mundo – levou a movimentos de resistência dos povos locais e, finalmente à sua independência, num processo denominado descolonização, terminando estes impérios coloniais em meados do século XX.